# Equalizer
För andra betydelser, se Equalizer (olika betydelser).
En equalizer eller EQ (equalisation från engelska) är ett ljudtekniskt verktyg och ordagrant översatt betyder equalizer "utjämnare". En equalizer kan höja och sänka volymen i ett utvalt frekvensområde i ljudspektrumet och dess uppgift är att jämna ut eller balansera ut ljudet. Equalizer används i många olika ljudrelaterade sammanhang där manipulering av frekvenser kan vara användbart t.ex. vid livekonserter, studioinspelning och i mediesammanhang. Equalizern brukar delas upp i de två vanligaste typerna, grafisk equalizer och parametrisk equalizer, men det finns även fler typer.
Equalizer är ett vanligt verktyg som förekommer i samband med ljudrelaterade miljöer till exempel vid studioinspelningar, liveproduktioner, telekommunikation och även vardagssammanhang som till exempel när musik avlyssnas i telefonen eller bilen. Syftet varierar för vad man vill åstadkomma med en equalizer, men en vanlig användning har att göra med förmågan att isolera, reducera eller boosta specifika frekvenser. På så sätt kan man reducera och ta bort oönskade ljud. En equalizer förekommer så väl både analogt som digitalt, men den digitala equalizern är mer förekommande idag än den analoga i vardagssammanhang. Den typen av equalizer som oftast är befintlig i vardagen är en grafisk equalizer, medan den parametriska equalizern som är mer avancerad och går in på mer detaljerade områden av ett frekvensspektrum oftare förekommer i ljudproduktion. Till exempel för musikproduktion och liveljud kan man behöva en equalizer som bearbetar ljud mer i detalj. En analog equalizer förekommer ofta samma miljöer som sin respektive digitala motsats. Equalizer i analog form finns både som externt och internt medel. Man använder den på samma sätt som den digitala equalizern, i t.ex. olika typer av studior.

## Historia
Att ändra på ljuds frekvensspektrum är något som man gjort sedan början på 1900-talet. Då telekomindustrin expanderade och telefonledningarna blev allt längre uppstod problem med ojämna nivåer för olika frekvenser. I takt med att ljudteknologin utvecklades började detta användas i radiostationer för inspelning och sändning. De tidigaste filtren kunde justera bas, diskant och ibland även fast mellanregister och fasta hög- och lågpassfilter. Det som var bra med dessa filter var att de fugerade över ett brett frekvensspektrum.
År 1930 var John Volkman den första som använde sig av en variabel EQ i ljudproduktion. Han använde detta system för att EQ:a högtalarsystemet i en biosalong.

### The Langevin Model EQ-251A
Den första equalizern som använde sig av reglar, använde två olika passiva EQ-sektioner, ett shelfingfilter för bas och ett bandpassfilter. Enskilt filter hade sedan utbytbara frekvenser och 15-positions-reglage för att skära eller öka frekvensen.

### Altec Lansing Model 7080 EQ
Den första grafiska equalizern, utvecklad av “Art Davis´s Cinema Engineering”, kunde skära bort eller öka en frekvens med 8 dB på sex olika band.
Davis andra grafiska EQ kallades Altec Lansing Model 9062A EQ.
Davis fortsatte sedan utveckla sina produkter och år 1967 kom det första bandspärrfiltret med tre band per oktav, Altec-Lansing "Acousta-Voice" systemet.

### 1971
Den första parametriska equalizern designades av Daniel N. Flickinger. Han använde sig av en egendesignad, högpresterande operationsförstärkare för att komma åt de frekvenser som man tidigare aldrig gjort. Designen gjorde det möjligt att fullt kontrollera frekvensen och cut/boost-nivån på tre olika band över hela ljudsspektrat. Flickinger tog patent på detta och designen håller i sig än idag.

### 1972
Nu började liknande apparater dyka upp, främst från George Massenburg som kom att introducera termen parametrisk equalisering.

### 1990 och framåt
Parametriska equalizrar blev allt vanligare i arbetssyfte i form av DSP. Vanligast var plug-in-versioner, men kort därefter började outboards komma och kallas vanligen för Digitala Parametriska Equalizers.

## Skillnad mellan analog och digital
Skillnaderna med analog och digital equalizer är att en analog equalizer ofta uppfattas som varmare än en digital equalizer, men den digitala equalizern anses vara snabbare att jobba med. Det är för att en digital equalizer är det lättare att vara mer precis i de olika frekvenserna samt att det går snabbare att ställa om de inställningarna som gjorts. Det finns även en ekonomisk skillnad hos de olika typerna, då en analog equalizer oftast kostar mer än vad den digitala equalizern gör. Det inräknat i produktionskostnad blir en stor skillnad till de digitala equalizer som oftast kommer med som en mjukvara i produktionsprogram, mixerbord eller liknande ljudredigeringsverktyg.

## Olika sorters EQ

### Grafisk

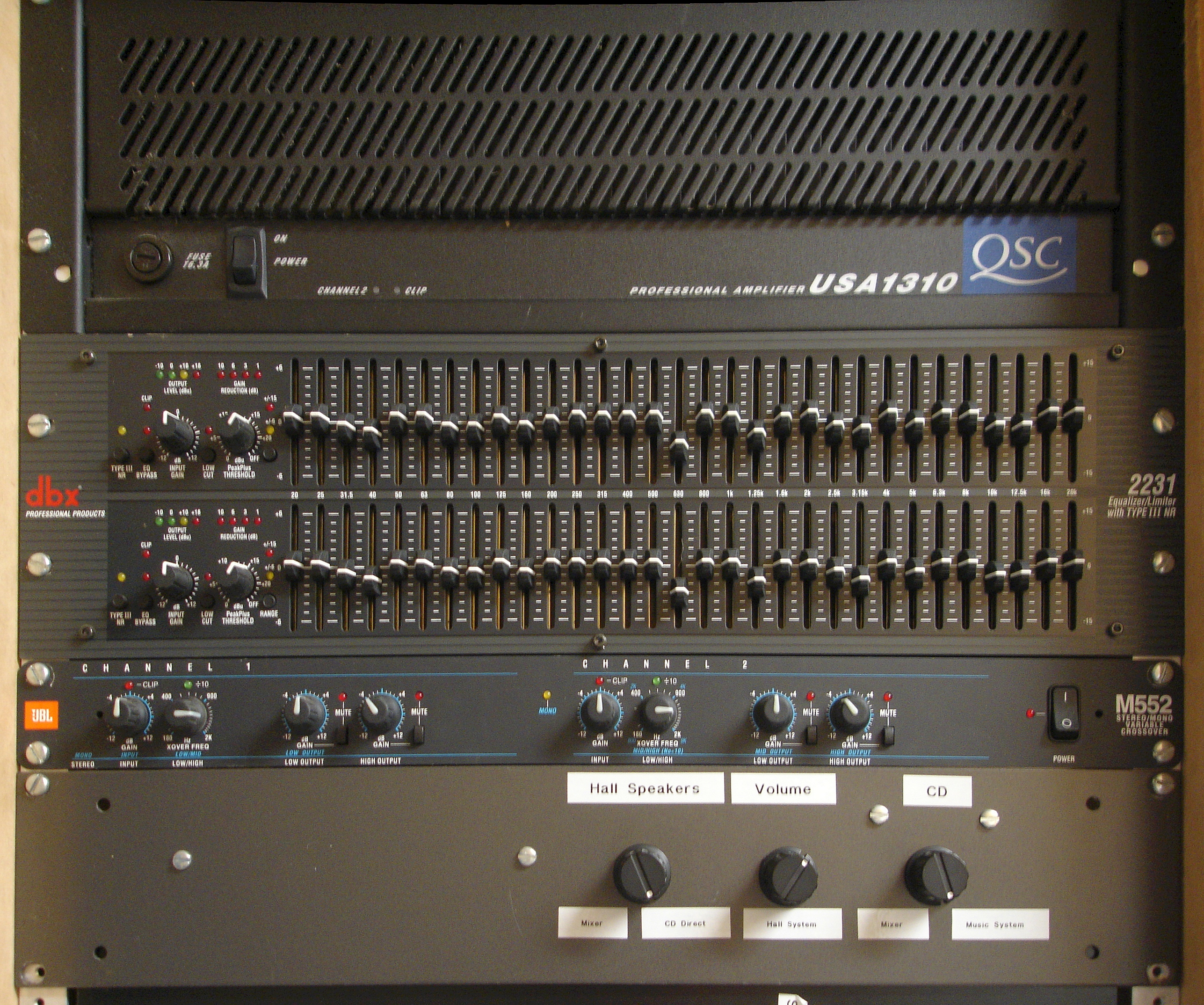
Grafisk equalizer

I en grafisk equalizer skickas signalen in till olika filter som representerar olika frekvensband. Amplituden justeras helt enkelt genom att höja eller sänka banden.
Antal frekvensband varierar med hur mycket pengar som är spenderat på produkten som ska matcha dess miljö. I en bilstereo till exempel har den en kontroll som justerar nivån i stereokanalen. Banden kan variera upp från fem till tio. Samtidigt har en professionell equalizer för liveljud upp till 31 band. Anledning till att det krävs fler band är att man behöver mer precision för att kontrollera rundgång samt justera ljud efter rummets akustik.

### Parametrisk

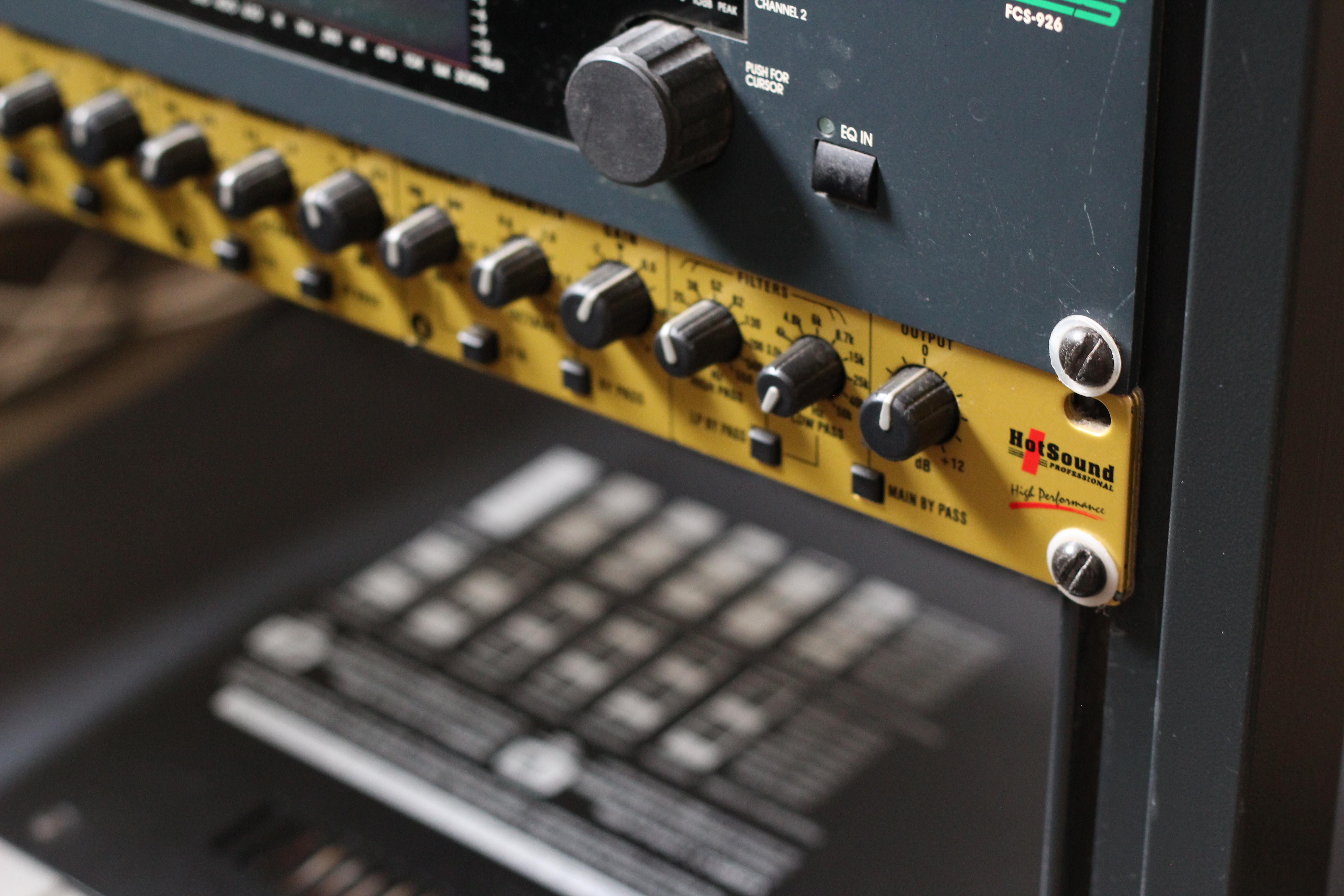
Parametisk equalizer

En parametrisk equalizer skiljer sig ifrån den grafiska equalizern. Den parametriska versionen är till skillnaden från den grafiska en multibandsvariabel equalizer, vilket innebär att man har möjligheten att för varje existerande band kontrollera 3 parametrar: amplitud (volym), frekvensomfånget och bandbredden som ofta nämns och är känd som termen Q-värde. Parametriska equalizer har en förmåga att kunna jobba mer precist och exakt med hjälp av sina tre parametrar där amplituden enkelt kontrollerar volymens styrka eller reducering, frekvensomfånget som kan skifta och täcka hela och specifika delar i ljudspektrumets hela omfång och bandbredden, där man kan bestämma antingen bredden eller ett mindre fokuserat område som man vill justera.

### Linjär
En linjär equalizer jobbar med att förhindra fasutsläckning. En linjär equalizer gör detta genom att fördröja den elektroniska signalen något så vågformen blir densamma efter att man använt en equalizer.

### Filtrering
Med hjälp av en equalizer kan man som tidigare nämnts reducera eller ta bort oönskade frekvenser eller höja önskvärda frekvenser. I vissa fall vill man även ta bort frekvenser som kanske inte är hörbara för det mänskliga örat, men som kan störa ljudet i sin helhet. Detta kan man t.ex. utföra med filtrering. Det finns fyra olika filtreringar man kan utföra med en equalizer: low shelf filter, high shelf filter, low pass filter och high pass filter. De två sistnämnda har även andra benämningar, high cut filter och low cut filter. På svenska benämns de även som högpassfilter och lågpassfilter.

### Högpassfilter

High pass filter med olika algoritmer

High pass filter eller low cut filter är en filtreringstyp som man utför då man vill skära bort låga frekvenser helt och hållet. Denna typ av filtrering är ganska standard att utföra på de flesta ljud då låga frekvenser är dominanta och kan få ljud att låta ofina samt att människan inte uppfattar ljud som ligger lägre än 20 Hz.

### Lågpassfilter

Low pass filter med olika algoritmer

Low pass filter med olika algoritmer. Low pass filter eller high cut filter är den filtreringstyp som skär bort de höga frekvenserna helt och hållet. På samma sätt som människans öron inte hör frekvenser under 20 Hz så hörs inte frekvenser över 20 KHz. Ett low pass filter kan användas till exempel på gitarrer om det ligger metalliskt efterklang från fingerslag på strängar.

### Shelf-filter

Low Shelf filter (Röd kurva), High Shelf filter (Blå kurva)

Om man endast vill höja eller sänka frekvenserna utifrån högsta och lägsta frekvensområde kan man använda sig av ett shelving-filter. Det finns två sorters shelving-filter, ett Low Shelf Filter och ett High Shelf Filter. Det ett low shelf filter gör är att utifrån de låga frekvenserna kan man höja eller reducera med hjälp av Q värdet och amplituden manipulerar volymen och kurvans styrka bakom frekvensomfånget. Ett high shelf filter fungerar på samma sätt men utifrån de höga frekvenserna så man har skärningen på framsidan av det utvalda frekvensomfånget och allt bakom förblir opåverkat.